# 宮原義久
宮原 義久（みやはら よしひさ、天正5年（1577年） - 寛永7年12月5日（1631年1月7日））は、戦国武将、江戸時代初期の高家旗本。宮原義勝の次男。母は真里谷信政(真里谷武田家)の娘。通称は勘五郎。正室は武田勝頼の娘・貞姫。子女に長男宮原晴克あり。
慶長7年（1602年）、兄義照の死去により家督を相続する。『寛政重修諸家譜』によれば、「格式無官の高家となされ、采地に住し、随意に参府し奉仕すべし」との仰せを受けたという。後の表高家とほぼ同様の処遇を受けたと推測される。また、将軍徳川家康から、武田勝頼の娘・貞との結婚と、当主および嫡子のみが宮原姓を称し、庶子は穴山姓を称することを命じられた。大坂の陣には将軍徳川秀忠に従い出陣し、二条城の守備などを担当した。寛永7年（1630年）12月5日死去、54歳。法号は宗繁。